# Brodiaea appendiculata
Brodiaea appendiculata es una especie poco común del género Brodiaea. 

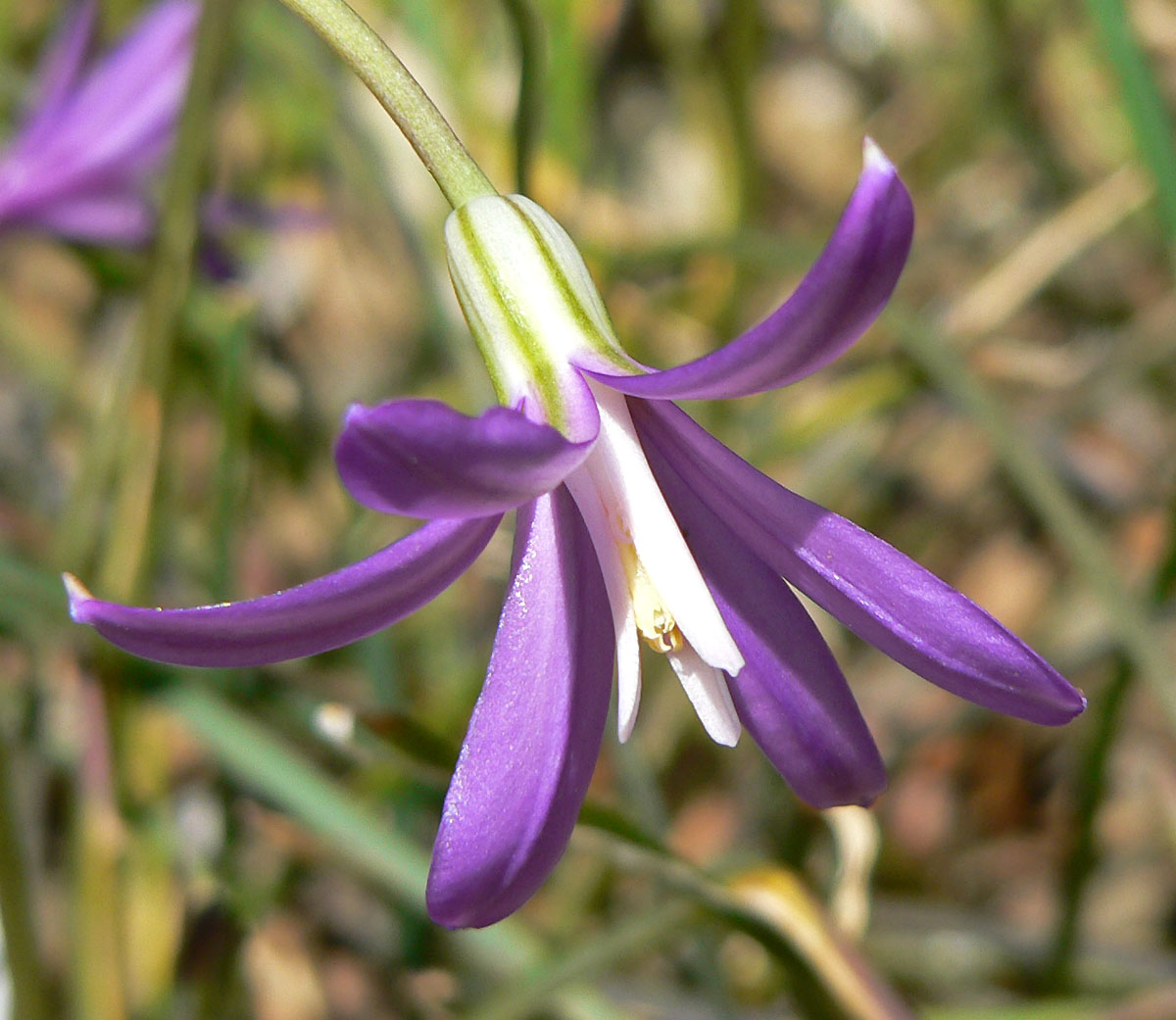
Detalle de las flores

## Descripción
Es una planta herbácea,  perenne y bulbosa endémica de California, donde crece en las laderas de montaña en la parte norte del estado, por lo general en suelos pedregosos. Se caracteriza con respecto a otras especies del género por los filamentos de las anteras que presentan dos apéndices filiformes en su base.

## Taxonomía
Brodiaea appendiculata fue descrita por Robert Francis Hoover  y publicado en Madroño 4(4): 130–132, f. 1. 1937.
Etimología
Brodiaea: nombre otorgado en honor del botánico escocés James Brodie (1744–1824).
appendiculata: epíteto latíno que se refiere a los filamentos de las anteras que presentan dos apéndices filiformes en su base.